# Organización municipal de la provincia de Formosa
En la provincia de Formosa en Argentina el régimen municipal es ejercido por gobiernos locales denominados municipios. Existen también gobiernos locales que no tienen esa categoría y son llamados comisiones de fomento y juntas vecinales provinciales.
Los gobiernos locales abarcan zonas rurales y zonas urbanas, mientras no sea sancionada la ley que debe determinar las zonas de influencia de los municipios, seguirá habiendo territorios no organizados fuera de toda jurisdicción municipal.

## Los municipios en la Constitución de la Nación Argentina
La organización municipal estuvo contemplada en la Constitución de la Nación Argentina desde su primera promulgación el 1 de mayo de 1853, expresando en su artículo 5 que cada provincia debía dictar una constitución que asegurara su régimen municipal. Sin embargo, no estaba claro si los municipios debían ser autónomos o autárquicos hasta la sentencia del 21 de marzo de 1989 de la Corte Suprema de Justicia de la Nación Argentina (Caso Rivademar), que interpretó que los municipios eran constitucionalmente autónomos.
Esta sentencia fue contemplada en la reforma de la Constitución de la Nación Argentina según el texto sancionado el 22 de agosto de 1994:

Art. 123. Cada provincia dicta su propia Constitución, conforme a lo dispuesto por el Art. 5 asegurando la autonomía municipal y reglando su alcance y contenido en el orden institucional, político, administrativo, económico y financiero.

## Los gobiernos locales en la Constitución de la Provincia de Formosa
La Constitución de la Provincia de Formosa reformada el 8 de julio de 2003 establece respecto del régimen municipal:

Art. 120. Corresponde al Poder Legislativo las siguientes atribuciones: (...)

11) Dictar la Ley Orgánica Municipal y disponer la creación de villas y ciudades (...)

Art. 177. El Régimen Municipal de la Provincia será organizado de manera que todo centro poblado tenga representantes de sus intereses en las municipalidades o comisiones de fomento, cuya creación tendrá por base la densidad de la población respectiva que para unas y otras determina esta Constitución.

Art. 178. Los centros poblados a partir de mil habitantes tendrán municipalidades, y los con menos de mil, comisiones de fomento. La ley determinará sus respectivos límites y podrá aumentar la base demográfica anteriormente mencionada después de cada censo general, para ser considerada municipalidad.

Art. 179. La Ley Orgánica Municipal y las Cartas Orgánicas Municipales se sujetarán a las siguientes bases:

1) Cada Municipalidad se compondrá de un Departamento Ejecutivo, a cargo de un Intendente, y de otro Deliberativo, desempeñado por un Concejo.

2) El gobierno municipal deberá ser representativo, participativo y social. El Concejo deberá ser elegido conforme con lo que para los cuerpos colegiados se establece. El intendente será elegido por el voto directo conforme con el Régimen Electoral (...)

4) El Consejo Municipal se integrará conforme con la siguiente base poblacional:

A partir de 1.000 y hasta 15.000 habitantes: cuatro (4) concejales.

A partir de 15.001 y hasta 30.000 habitantes: seis (6) concejales.

A partir de 30.001 y hasta 60.000 habitantes: ocho (8) concejales.

A partir de 60.001 y hasta 100.000 habitantes: diez (10) concejales.

Más de 100.000 habitantes: doce (12) concejales, más dos (2) por cada 80.000 habitantes, o fracción no inferior a 60.000.

Después de cada censo, la Legislatura establecerá el número de concejales para cada localidad, pudiendo aumentar la base demográfica mencionada.

La Legislatura podrá establecer diversas categorías de municipios en función de su cantidad de habitantes (...)

12) La ley orgánica comunal determinará el funcionamiento de las localidades con menos de 1.000 habitantes respetando los principios de la representación democrática.

Art. 180. Los municipios con su plan regular, aprobado por su Concejo Deliberante, podrán dictarse su propia Carta Orgánica, conforme con el sistema republicano y representativo, respetando los principios establecidos en esta Constitución (...)
La Legislatura Provincial sancionará la Ley Orgánica Comunal para los municipios que no tengan Carta Orgánica.

### Alcance de la autonomía institucional
La Constitución de la Provincia de Formosa establece que todos los municipios que tengan un plan regulador aprobado por su concejo deliberante pueden obtener la autonomía institucional mediante la sanción de una carta orgánica. La ley Orgánica de Municipios restringe esta facultad solo a los municipios de 1.ª categoría. La constitución establece que los municipios con carta orgánica deben tener un gobierno de elección popular compuesto por un departamento ejecutivo a cargo de un intendente, y de otro deliberativo, desempeñado por un concejo deliberante o municipal. Este último debe estar integrado por un número de concejales determinado por la constitución y debe ser presidido por uno de sus miembros.

## LeyOrgánica de Municipiosn.º 1028
La ley Orgánica de Municipios n.º 1028 fue sancionada el 22 de diciembre de 1992 y establece:

Art. 1. Esta Ley Orgánica regirá para los Municipios que no tengan Carta Orgánica, según lo establecido en el artículo 177 [actual 180] de la Constitución Provincial, y para las Comisiones de Fomento en el artículo 175 [actual 178] "in fine", y el 176 [actual 179], inciso 12). El Gobierno y la Administración de los intereses y servicios de carácter locales estarán a cargo de Municipalidades o Comisiones de Fomento, de acuerdo a lo que establecen la Constitución Provincial y la presente ley.

Art. 2. Las Municipalidades de la Provincia serán de tres (3) categorías: los centros cuya población no sea inferior a los un mil (1.000) habitantes y no exceda de los cinco mil (5.000) habitantes, serán de tercera categoría, los que tengan más de cinco mil (5.000) habitantes y no excedan los treinta mil (30.000), de segunda categoría, y los que excedan los treinta mil (30.000) habitantes serán de primera categoría.

Los centros poblados con menos de un mil (1.000) habitantes y hasta quinientos (500) habitantes tendrán Comisiones de Fomento. Los Censos generales determinarán la categoría legal de cada Municipio, o su creación cuando correspondiere.

Art. 4. El ejido municipal comprenderá.

La zona beneficiada por los servicios comunales de carácter permanente.

La zona de las respectivas municipalidades o Comisiones de Fomento, previendo el ensanche de la ciudad, destinen para ampliación de los servicios comunales.

Art. 5. La demarcación del ejido de cada comuna existente a la promulgación de la presente Ley, así como los que en adelante se crearen, será aprobada por la Ley provincial (...)

Art. 6. Por ley se determinarán las áreas de influencias en zonas rurales lindantes con los ejidos de las comunas de la Provincia, a los efectos de la prestación de determinados servicios o la administración de ciertos intereses, estableciéndose al régimen en que deberán ajustarse, previo acuerdo con cada comuna.

Art. 7. En la Municipalidad, el Gobierno comunal estará constituido por un Departamento Ejecutivo, a cargo de un Intendente, y por un Concejo Deliberante compuesto por el número de miembros que determina la Constitución Provincial. Los Municipios de primera categoría contarán con un Tribunal de Faltas.

Art. 8. Las Comisiones de Fomento se constituirán por un Departamento Ejecutivo ejercido por un Presidente, y un Departamento Deliberativo, desempeñado por un Concejo Deliberante, cuyo número determinará la Constitución Provincial, según lo expresado en su artículo 176 [actual 179], inciso 4.

Art. 39. Corresponde al Consejo Deliberante:

Constituir comisiones cooperadoras municipales de colaboración, en el mejoramiento urbanístico y social de las zonas de influencia que se les fije, pudiéndoselas dotar de medios económicos para su mejor desempeño (...)

Art. 201. Las Juntas Vecinales Provinciales se constituirán en los parajes que no superen los quinientos (500) habitantes; actuarán en la zona de influencia de los municipios, como ente representativo de Poder Representativo de la Provincia.

Art. 202. Estarán constituidas por: un (1) Presidente, un (1) Secretario, un (1) Tesorero, y cuatro (4) Vocales, los que deberán ser argentinos nativos, de reconocida solvencia moral. Serán designados por el Vecindario y reconocidos por el Poder Ejecutivo con carácter de ad - honorem.

Art. 213. Facúltese al Ministerio de Gobierno para crear Juntas Vecinales provinciales en todas las poblaciones o parajes que considere convenientes, las que una vez en funciones procederán a su cometido hasta tanto se estime que la población reúne las condiciones necesarias para ser elevada a la categoría de Comisión de Fomento.

Art. 219. La Carta Orgánica de los Municipios de Primera categoría podrá ser sancionada por una Convención Constituyente, elegidas según las normas que establezca el Consejo Deliberante, de acuerdo con el artículo 177 [actual 180] de la Constitución Provincial.

Nota: las referencias a los artículos de la constitución provincial corresponden a los números previos a la reforma constitucional de 2003.